# One Day in Your Life
One Day in Your Life je kompilacijski album američkog glazbenika Michaela Jacksona, kojeg 1981. godine objavljuje diskografska kuća Motown.
Album nije izdan kao službeno izdanje već je objavljen kao "izgubljeni" solo album Michaela Jacksona. Neki su album nazivali studijskim izdanjem, dok su ga drugi nazivali kompilacijom Jacksonovih snimki iz 1970-ih, kada je bio u dobi od 15 do 17 godina. Također, na albumu se nalaze i neke skladbe dok je nastupao s obiteljskim sastavom Jackson 5. Naslovna skladba postigla je veliku popularnost u svijetu, pogotovo u Velikoj Britaniji.

## Popis pjesama
| Br. | Skladba                            | Autor                                           | Trajanje |
| --- | ---------------------------------- | ----------------------------------------------- | -------- |
| 1.  | »One Day in Your Life«             | Renée Armand, Sam Brown                         | 4:15     |
| 2.  | »Don't Say Goodbye Again«          | Pam Sawyer, Leon Ware                           | 3:27     |
| 3.  | »You're My Best Friend, My Love«   | Sam Brown, Christine Yarian                     | 3:25     |
| 4.  | »Take Me Back«                     | Edward Holland, Jr., Brian Holland              | 3:24     |
| 5.  | »We've Got Forever«                | Elliot Willensky                                | 3:12     |
| 6.  | »It's Too Late to Change the Time« | Pam Sawyer, Leon Ware                           | 3:57     |
| 7.  | »You Are There«                    | Sam Brown, Rand Meitzenheimer, Christine Yarian | 3:22     |
| 8.  | »Dear Michael«                     | Hal Davis, Elliot Willensky                     | 2:36     |
| 9.  | »I'll Come Home to You«            | Freddie Perren, Christine Yarian                | 3:02     |
| 10. | »Make Tonight All Mine«            | Freddie Perren, Christine Yarian                | 3:18     |

## Vanjske poveznice
- Allmusic - Recenzija albuma